# Coccoloba argentinensis
Coccoloba argentinensis là một loài thực vật có hoa trong họ Rau răm. Loài này được Speg. mô tả khoa học đầu tiên năm 1917.